# Delias orphne
Delias orphne är en fjärilsart som beskrevs av Wallace 1867. Delias orphne ingår i släktet Delias och familjen vitfjärilar. Inga underarter finns listade i Catalogue of Life.